# Лажне вести
Лажне вести су нетачне или обмањујуће информације представљене као вести. Циљ им је често нарушавање угледа особе или ентитета или зарађивање новца приходом од оглашавања. Међутим, термин нема прецизну дефиницију, па обухвата било коју врсту лажних информација, рачунајући ненамерне и несвесне механизме. Њиме се користе и особе високог профила како би описале вести које су ненаклоњене њиховој личној перспективи.
Распрострањеност лажних вести, које су некад биле уобичајене у штампи, повећала се с развојем друштвених медија, нарочито фида за вести на -у. Политичка поларизација, постчињеничка политика, пристрасност потврђивања и алгоритми друштвених медија уплетени су у ширење лажних вести. Некад их генеришу и пропагирају страни актери, нарочито током избора. Употреба веб-сајтова с анонимним хостингом отежала је процесуирање извора лажних вести због клевете. У неким дефиницијама лажне вести обухватају и сатиричне чланке погрешно протумачене као искрене и чланке који садрже кликбејт или сензационалистичке наслове.
Лажне вести могу смањити утицај стварних вести ступањем у конкурентски однос с њима, а имају и потенцијал да поткопају поверење у озбиљну медијску репортажу. Израз се понекад употребљава и за сумњу у легитимне вести.
Тренутно се активно истражује више стратегија за борбу против лажних вести, које треба прилагодити појединачним врстама. Теорија инокулације је усредсређена на дизајнирање техника којима би се појединци учинили отпорним на примамљивање лажних вести на исти начин на који вакцина штити од заразних болести.